# Distrito de Sedán
El distrito de Sedán es un distrito (en francés arrondissement) de Francia, que se localiza en el departamento de Ardenas (en francés Ardennes), de la región de Champaña-Ardenas. Cuenta con 6 cantones y 79 comunas.

## División territorial

### Cantones
Los cantones del distrito de Sedan son:
1. Cantón de Carignan
2. Cantón de Mouzon
3. Cantón de Raucourt-et-Flaba
4. Cantón de Sedán-Este
5. Cantón de Sedán-Norte
6. Cantón de Sedán-Oeste

### Comunas
| 1. Amblimont (08009)               | 2. Angecourt (08013)            | 3. Artaise-le-Vivier (08023)       | 4. Auflance (08029)                  |
| 5. Autrecourt-et-Pourron (08034)   | 6. Balan (08043)                | 7. Bazeilles (08053)               | 8. Beaumont-en-Argonne (08055)       |
| 9. La Besace (08063)               | 10. Bièvres (08065)             | 11. Blagny (08067)                 | 12. Bosseval-et-Briancourt (08072)   |
| 13. Brévilly (08083)               | 14. Bulson (08088)              | 15. Carignan (08090)               | 16. La Chapelle (08101)              |
| 17. Cheveuges (08119)              | 18. Chéhéry (08114)             | 19. Chémery-sur-Bar (08115)        | 20. Daigny (08136)                   |
| 21. Les Deux-Villes (08138)        | 22. Donchery (08142)            | 23. Douzy (08145)                  | 24. Escombres-et-le-Chesnois (08153) |
| 25. Euilly-et-Lombut (08159)       | 26. La Ferté-sur-Chiers (08168) | 27. Fleigneux (08170)              | 28. Floing (08174)                   |
| 29. Francheval (08179)             | 30. Fromy (08184)               | 31. Givonne (08191)                | 32. Glaire (08194)                   |
| 33. Haraucourt (08211)             | 34. Herbeuval (08223)           | 35. Illy (08232)                   | 36. Linay (08255)                    |
| 37. Létanne (08252)                | 38. Mairy (08267)               | 39. Maisoncelle-et-Villers (08268) | 40. Malandry (08269)                 |
| 41. Margny (08275)                 | 42. Margut (08276)              | 43. Matton-et-Clémency (08281)     | 44. Messincourt (08289)              |
| 45. Mogues (08291)                 | 46. Moiry (08293)               | 47. La Moncelle (08294)            | 48. Le Mont-Dieu (08300)             |
| 49. Mouzon (08311)                 | 50. La Neuville-à-Maire (08317) | 51. Noyers-Pont-Maugis (08331)     | 52. Osnes (08336)                    |
| 53. Pouru-Saint-Remy (08343)       | 54. Pouru-aux-Bois (08342)      | 55. Puilly-et-Charbeaux (08347)    | 56. Puré (08349)                     |
| 57. Raucourt-et-Flaba (08354)      | 58. Remilly-Aillicourt (08357)  | 59. Rubécourt-et-Lamécourt (08371) | 60. Sachy (08375)                    |
| 61. Sailly (08376)                 | 62. Saint-Aignan (08377)        | 63. Saint-Menges (08391)           | 64. Sapogne-sur-Marche (08399)       |
| 65. Sedán (08409)                  | 66. Signy-Montlibert (08421)    | 67. Stonne (08430)                 | 68. Thelonne (08445)                 |
| 69. Tremblois-lès-Carignan (08459) | 70. Tétaigne (08444)            | 71. Vaux-lès-Mouzon (08466)        | 72. Villers-Cernay (08475)           |
| 73. Villers-devant-Mouzon (08477)  | 74. Villers-sur-Bar (08481)     | 75. Villy (08485)                  | 76. Vrigne-aux-Bois (08491)          |
| 77. Wadelincourt (08494)           | 78. Williers (08501)            | 79. Yoncq (08502)                  |                                      |